# Wallfahrtskirche Maria Grün (Wien)

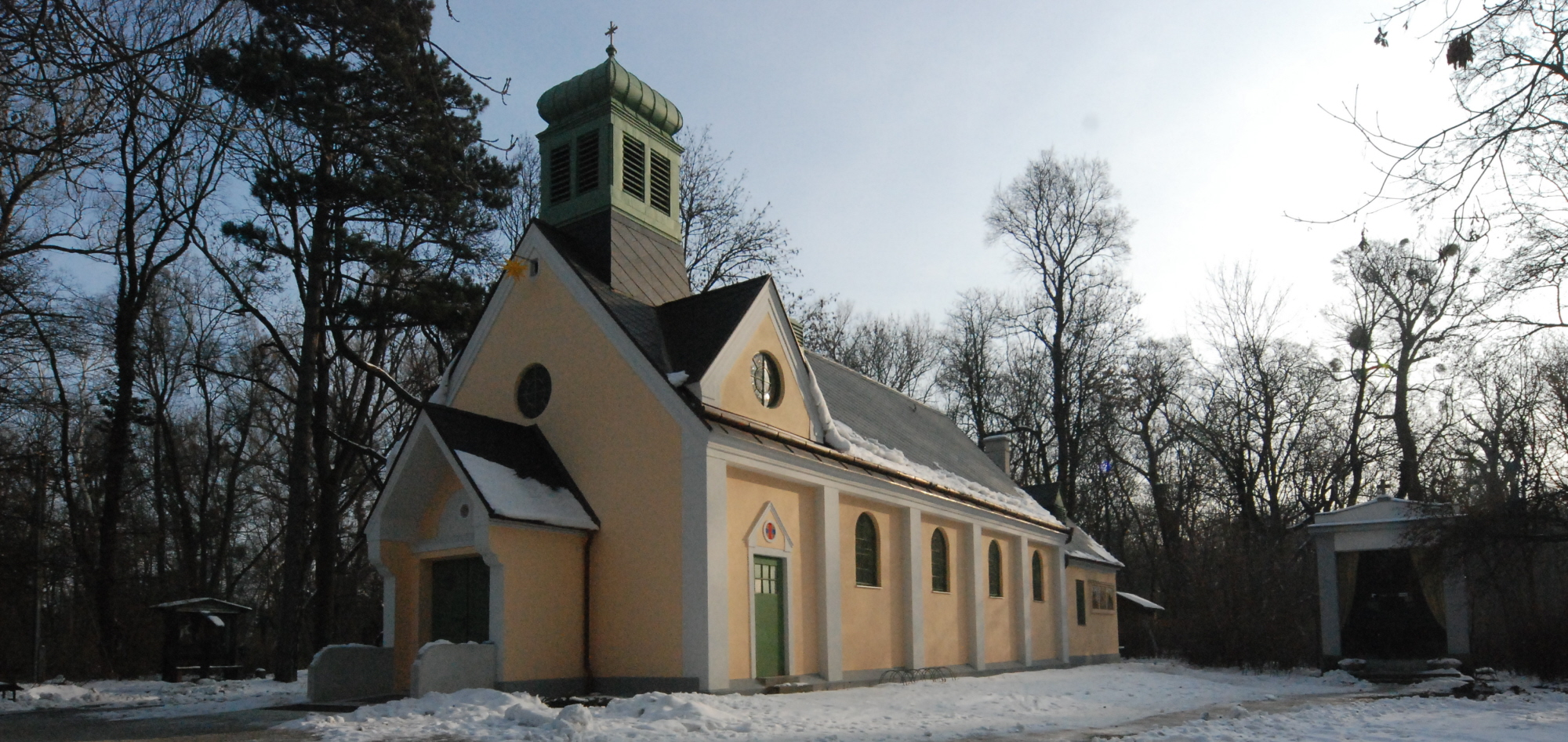
Wallfahrtskirche Maria Grün im Prater

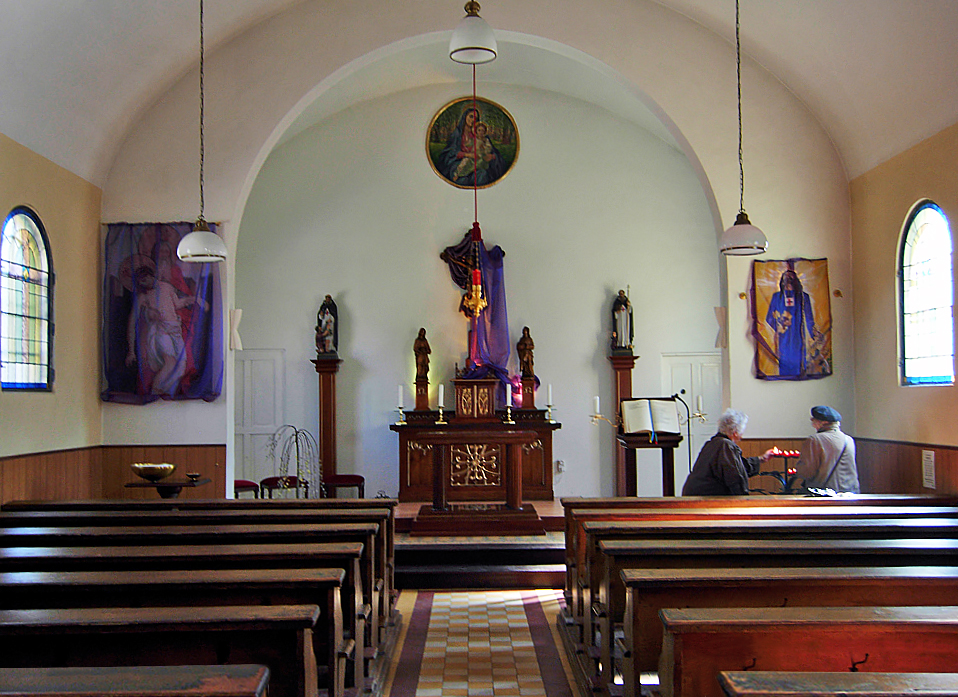
Innenansicht

Die Wallfahrtskirche Maria Grün ist eine römisch-katholische Wallfahrts- und Filialkirche im Prater im 2. Wiener Gemeindebezirk Leopoldstadt. Die Kirche ist eine Filialkirche der Pfarre Donaustadt und liegt im Dekanat 2/20 des zur Erzdiözese Wien gehörenden Vikariates Wien Stadt. Sie ist der heiligen Maria geweiht.

## Geschichte
Die Freudenau im Wiener Prater war ursprünglich nur schwach besiedelt. In der Nähe des Lusthauses bestand eine einklassige Volksschule, um den Kindern aus der Gegend den Schulbesuch zu ermöglichen. Die zuständige Kirche war die Pfarre Sankt Johann Nepomuk in der Praterstraße. Die große Entfernung zwischen Schule und Kirche hinderte vor allem die Kinder am Messbesuch.

### Vorgänger
Um den Schulkindern unter diesen Umständen ein Mindestmaß an religiöser Betreuung zu vermitteln, hängte der Lehrer Anton Schentz ein Marienbild, das am 16. Mai 1863 geweiht wurde, an einen Baum und hielt dort mit den Kindern kleine Andachten. Mangels Kirche nutzten auch die Erwachsenen dieses Bild als Andachtsort.
1911 ließ der Gastwirt Plankenbüchler in der Nähe des Marienbildes eine Marienstatue aufstellen, die ebenfalls die Gläubigen anzog. Diese brachten ihrerseits Heiligenbilder an den umgebenden Bäumen an, so dass sich die Praterverwaltung gezwungen sah, diese zum Schutz der Bäume zu entfernen. Es soll sich dabei um mehrere Wagenladungen gehandelt haben. Der mit dem Gastwirt Plankenbichler historisch in Verbindung stehende Ort, die sogenannte Waldandacht, eine ursprünglich von Plankenbichler gepflegte Rodung, lag (zumindest bis in die 1930er Jahre) am Ende der vom Lusthaus östlich Richtung Donaustrom führenden Schwarzenstockallee; sie steht örtlich in keinem Zusammenhang mit der 1924 erbauten Kirche.
Von der Gemeinde Wien wurde in der Aspernallee nahe dem Handelskai zwar eine neue Schule errichtet, der Kirchenbesuch blieb aber nach wie vor ein Problem.
1895 wurde die Erlaubnis erteilt, den Turnsaal der neuen Schule für Schulmessen und auch für Heilige Messen an Sonn- und Feiertagen zu nutzen. Spenden ermöglichten den Ankauf eines Altars und der sonstigen für die Messfeier notwendigen Utensilien.
Gleichzeitig mit der am 15. Juli 1917 erfolgten Übergabe der neu erbauten Kaiser-Jubiläumskirche auf dem Erzherzog-Karl-Platz an die Priester des Trinitarier-Ordens wurden diese auch mit der Seelsorge und dem Religionsunterricht in den Bezirksteilen Donaustadt, Prater, Krieau und Freudenau beauftragt. Das genannte Gebiet wurde am 1. Juli 1921 zur selbständigen Pfarre Donaustadt erhoben.
Ende 1923 wurde vom Stadtschulrat für Wien die Erlaubnis, im Turnsaal der Schule Gottesdienste abzuhalten, zurückgezogen.

### Maria Grün
Die Errichtung der Kirche geht auf eine Idee des für die Seelsorge und den Religionsunterricht zuständigen Priesters zurück, der bei Erzbischof Friedrich Gustav Piffl Unterstützung fand.
Vom Handelsministerium, das damals für den Prater als Bundeseigentum zuständig war, konnte ein Grundstück auf die Dauer von 50 Jahren gepachtet werden. Stadtbaumeister Josef Münster (1869–1946) wurde mit der Errichtung der Kirche beauftragt.
Die Grundsteinlegung fand am 12. Oktober 1924 statt. Die fertiggestellte Kirche wurde am 21. Dezember 1924 von Kardinal Piffl geweiht. Die Kircheneinrichtung stammte aus Langenlois. Dort hatte die Verwaltung des Armenhauses die bisherige Hauskapelle aufgelassen und deren Ausstattung verkauft.
Mit steigender Bekanntheit der neuen Kirche stieg auch die Zahl der Wallfahrten nach Maria Grün. Der Spitzenwert wurde im Jahr 1937 mit 72 Wallfahrten erreicht. Nach dem Anschluss Österreichs an das Dritte Reich ging diese Zahl jedoch drastisch zurück, da die nationalsozialistischen Machthaber die Wallfahrer am Kirchenbesuch hinderten. Heute ist die Kirche unter anderem ein Wallfahrtsziel der in Wien ansässigen Burgenlandkroaten.
Erstmals durch einen Bombenangriff beschädigt wurde Maria Grün am 27. Dezember 1944, der die Zerstörung der Fenster der Kirche zur Folge hatte. Bei einem Luftangriff am 15. Februar 1945 wurde der Vorbau der Kirche zerstört. Weitere Schäden richteten zwischen 8. und 12. April die Bodenkämpfe im Prater an. Am 10. Oktober 1948 wurde in der wiederhergestellten Wallfahrtskirche Maria Grün die erste Messe gefeiert.
Am 29. September 1985 wurde von Weihbischof Karl Moser eine neue Orgel geweiht, die das bisher verwendete Harmonium ersetzte. Die Pfeifenorgel wurde jedoch wegen den starken Temperatur- und Luftfeuchteschwankungen des umgebenden Waldes zunehmend unspielbar und zwischenzeitlich wieder abgebaut. Sie wurde durch eine digitale Johannus-Orgel ersetzt.
Im Jahr 2009 wurde die Kirche umfangreich renoviert.

## Beschreibung

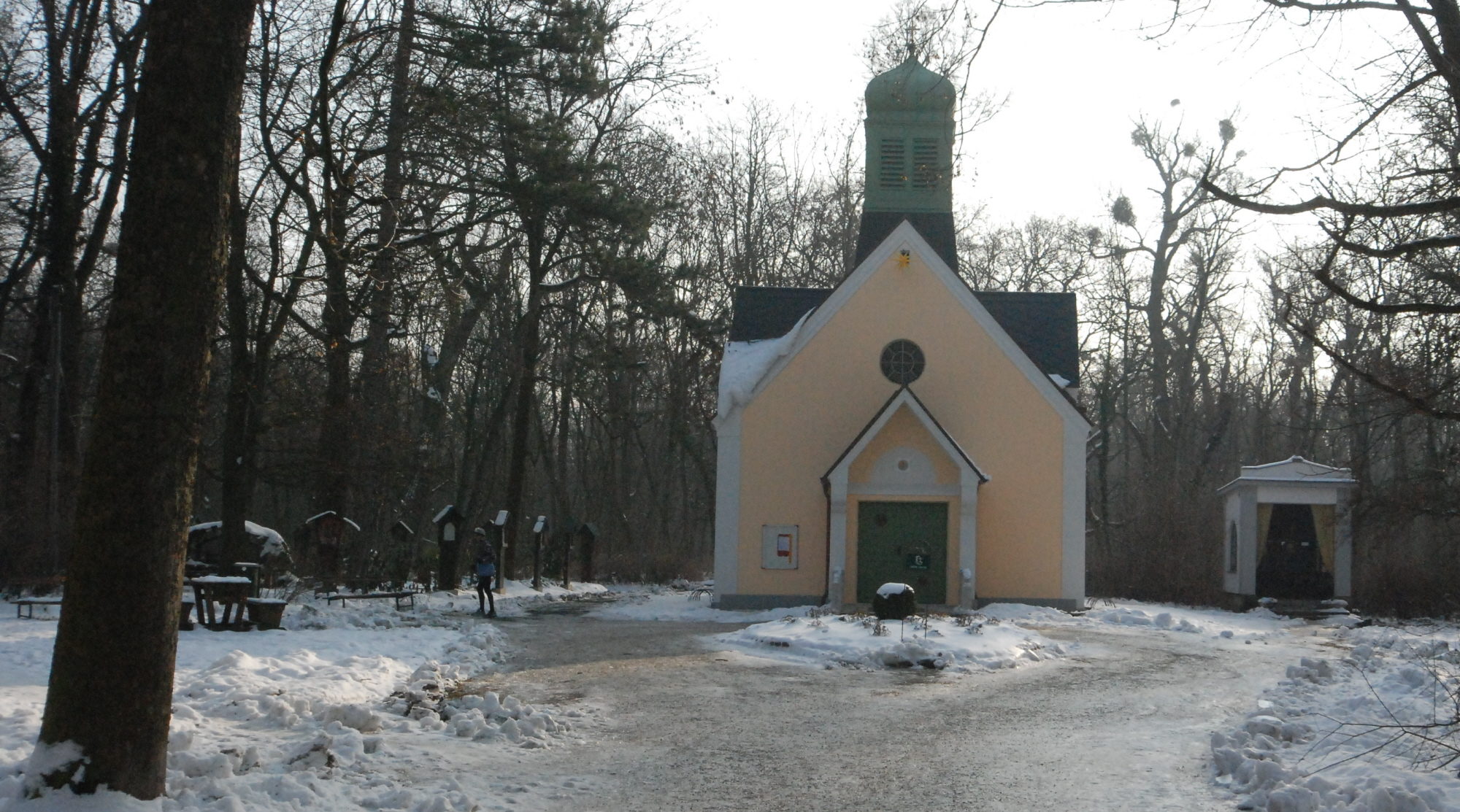
Nordwestansicht der Wallfahrtskirche Maria Grün

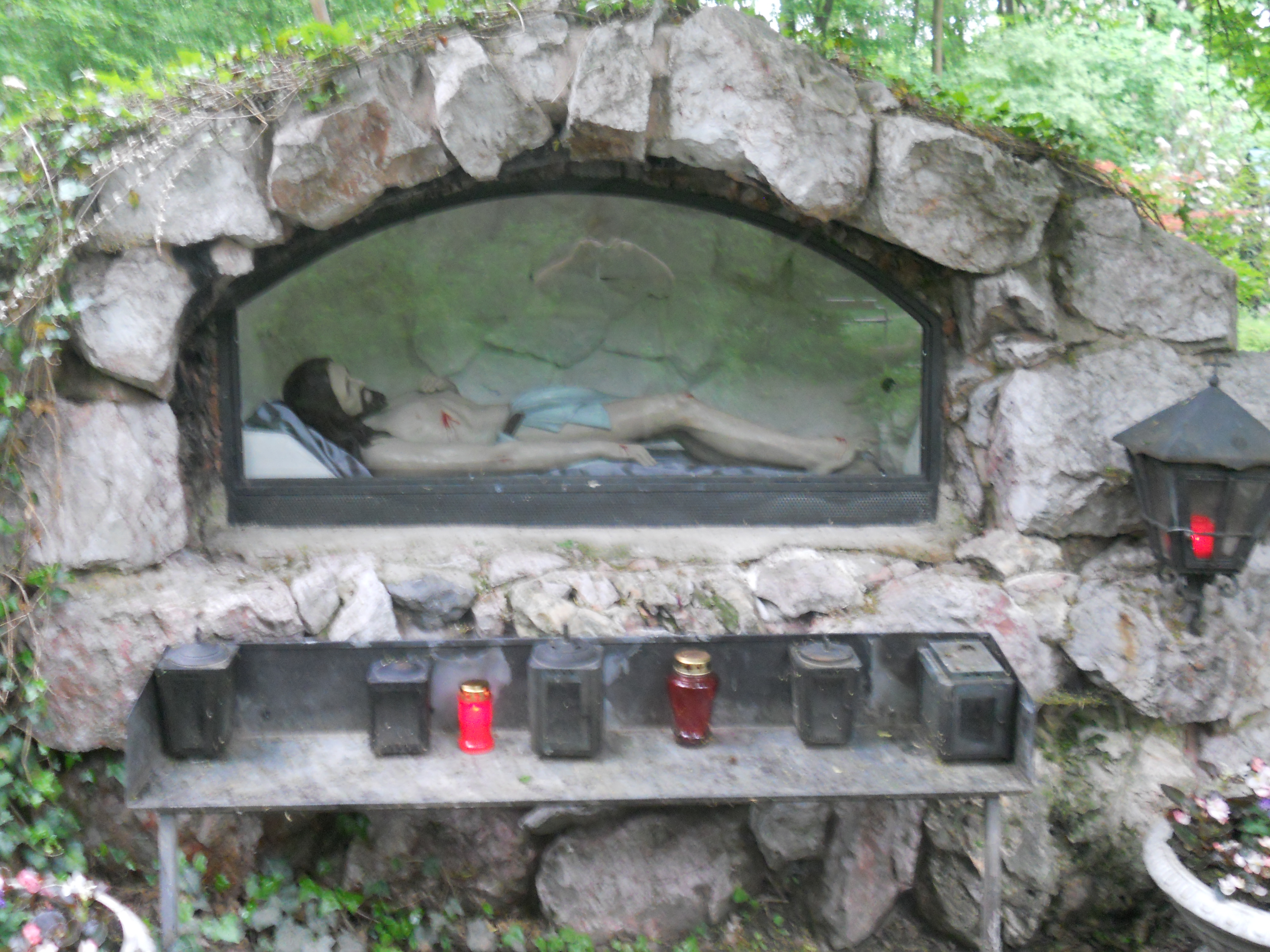
Das Heilige Grab

Das Bauwerk wurde als einfacher Kirchenbau mit rechteckigem Grundriss errichtet. Das westlichste Joch wird von einem Dachreiter mit einem Zwiebelhelm bekrönt. An der Ostseite der Kirche befindet sich in einem Anbau die Sakristei, an deren Südseite drei Fresken mit Darstellungen des heiligen Georg, der Mariazeller Madonna und des heiligen Hubertus zu sehen sind.
Das erste Altarbild wurde vom Maler Hans Jakubetz über dem Altar an die Wand gemalt und stellte Maria mit dem Jesuskind in den Praterauen dar. Diesem folgte ein von Anka von Löwenthal di Madonna del Monte stammendes Gnadenbild, das ebenfalls Maria mit dem Jesuskind auf einer Parkbank im Prater sitzend zeigt, als Altarbild nach. Geweiht wurde dieses Bild am 6. Mai 1928. Das gegenwärtige Altarbild stammt von Anna Tschadesch und stammt aus dem Jahr 1969.
Die ehemalige Pfeifenorgel stammte von Bruno Riedl. Das Geläut besteht aus drei Glocken, die während des Krieges abgeliefert, aber nicht eingeschmolzen worden waren:
- 1634 gegossen
- 1702 von Thomas Zwelfer gegossen
- 1760 von Johann Josef Pfrengler gegossen

Erworben und für Maria Grün gespendet hatte sie das Erzbischöfliche Ordinariat. Geweiht wurden sie am 16. November 1924 durch Prälat Wenzel Merinsky.
Südlich der Kirche befindet sich eine kleine, 1931 vom päpstlichen Nuntius Sibilia geweihte quadratische Kapelle. Sie wurde errichtet, um einen Feldaltar, der bei großen Messen im Freien verwendet wurde, vor Schlechtwetter zu schützen.

### Kreuzweg
Nördlich der Kirche wurde ein volkstümlicher Kreuzweg mit einer Darstellung des Heiligen Grabes in einer Grotte sowie ein Ölberg-Relief angelegt. Dessen Weihe erfolgte am 15. September 1935.

## Aids-Seelsorge

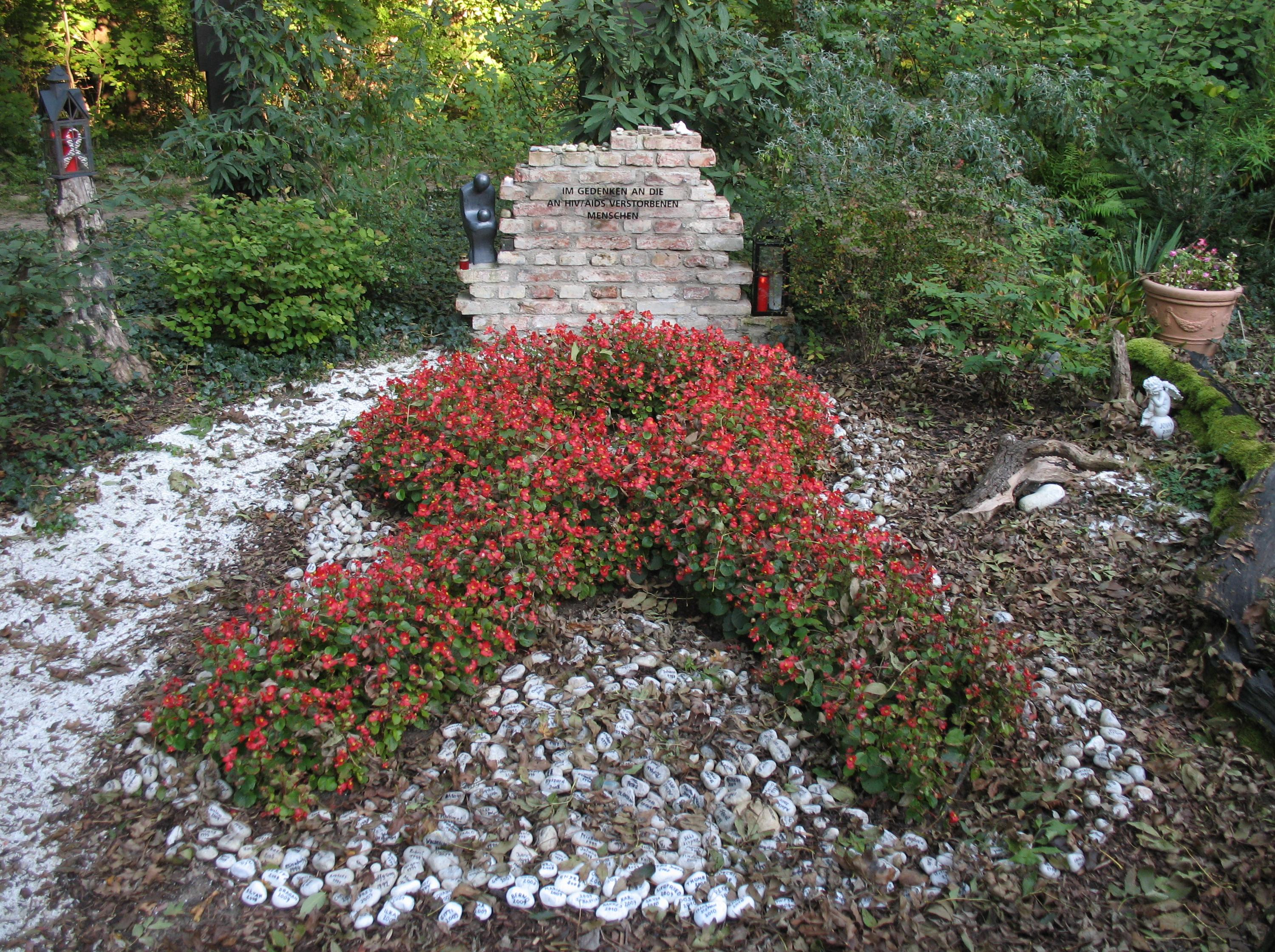
AIDS-Memorial

Seit dem Jahr 2000 ist Maria Grün auf Initiative von Pater Clemens Kriz Sitz der Aids-Seelsorge der Erzdiözese Wien. P. Clemens ist seit 1992 Aids-Seelsorger der Diözese.
Im Kreuzweg eingebunden errichtet wurde ein Aids-Memorial, als namentliche Gedenkstätte für die verstorbenen HIV-Infizierten, welches im Rahmen der Feiern zum Aids Memorial Day am 2. Juni 2007 enthüllt und eingeweiht wurde.

## Trivia
Die Kirche Maria Grün war in den ersten Plänen für die Liliputbahn Prater als deren Endstation vorgesehen.
Den Abschluss der Langen Nacht der Kirchen in der Pfarre Sankt Johann Nepomuk bildet kurz vor Sonnenaufgang eine Wanderung nach Maria Grün.